# Juli Mira
Juli Mira (ur. 2 maja 1949 w Walencji, zm. 13 stycznia 2024 w Alcoy) – hiszpański aktor teatralny i filmowy. Zagrał w ponad osiemdziesięciu filmach od 1978 roku. Mira zmarł w Alcoy 13 stycznia 2024 roku w wieku 74 lat.

## Wybrana filmografia
- 1984: Héctor, piętno strachu, jako Antonio
- 1998: Lata barbarzyństwa, jako Virgilio
- 1999: Pepe Carvalho, jako Pedro Parra
- 2000: Hospital Central, jako Vicente Valverde
- 2000: El Mar, jako Eugeni Morell
- 2001: Wyspa Holendrów, jako doctor Ferrús
- 2003: Ryż i tartan, jako Antonio Cuadros
- 2003: La Mari, jako Robles
- 2003: Głosy w mroku, jako ojciec
- 2004: Z powodu nędzy, jako Grimau
- 2004: Siódmy dzień, jako kupiec
- 2004: 100 sposobów na zakończenie miłości, jako Rodrigo
- 2005: Kłamstwa, jako Vicente
- 2005: Rodzina za darmo, jako Figo
- 2005: Życie bez strachu, jako Paco
- 2006: Listy Sorolli, jako Vicente Blasco Ibáñez
- 2006: Elektrowstrząs, jako Fernando
- 2006: Głęboka czerwień, jako Vicente
- 2007: Adrenalina, jako Antonio
- 2007: Oszust, jako Cortés
- 2007: Zwariowany, jako Ramón
- 2007: Życie na krawędzi, jako Salvador
- 2008: Shiver, jako dr Fuentes
- 2008: 700 euro, jako Don Antonio
- 2009: Contáct@me, jako Julián
- 2009: The Consul of Sodom, jako Don Luis
- 2009: La Mari 2, jako Robles
- 2016: Family Games, jako Abelardo
- 2017: Pierwsza miłość, jako zegarmistrz
- 2018: Formentera Lady, jako Paco
- 2018: Ostatnia porażka, jako Julio Medina
- 2020: Jama, jako Alfredo
- 2023: Kepler Sexto B, jako Raimundo